# Tityus trivittatus
Tityus trivittatus es una especie del género de escorpiones Tityus, perteneciente a la familia Buthidae. Habita en regiones subtropicales y templadas de América del Sur, incluso en las grandes ciudades. Es un escorpión muy peligroso para los seres humanos.  

## Descripción
Esta especie presenta pedipalpos con pinzas finas y largas. Bajo su aguijón se observa una apófisis, o espina subaculear, por lo que a simple vista da la apariencia de poseer un aguijón doble. También cuenta con una placa esternal simple, no dividida. La longitud total en adultos es de hasta 80 mm. Cuenta con peines con 18 a 22 dientes pectíneos en hembras y 20 a 22 en machos. Palpos largos y finos. Se observan 11 a 17 filas oblicuas de dientes en el borde interior de los dedos de la pinza. Una hilera de crestas recorren su dorso.
Su patrón de coloración presenta un tono de fondo amarillo-rojizo en donde destacan 3 bandas castaño-oscuras que recorren longitudinalmente su dorso. Las patas carecen de manchas.
Junto con T. carrilloi y T. confluens, integra el complejo Tityus trivittatus.

## Distribución y hábitat
Originalmente vivía bajo troncos de árboles caídos, detrás de cortezas, entre rocas o leños apilados, etc. Su geonemia cubre el estado de Mato Grosso del Sur en el centro de Brasil (hasta la latitud 17°S) y la Región Oriental del Paraguay. Todavía no cuenta con capturas provenientes de la Argentina; las poblaciones de este último país fueron transferidas a otra especie: Tityus carrilloi. Las distribuciones de ambas especies están separadas por las aguas de los ríos Paraná y Paraguay y, aunque viven en ambientes similares del chaco húmedo, la clara separación por grandes ríos —que actúan como barreras vicariantes— es congruente con un proceso de especiación alopátrica.
Por medio de los transportes de madera y otras mercaderías Tityus trivittatus ha sido llevado accidentalmente a las grandes ciudades (por ejemplo, Asunción), donde encontró un ambiente favorable en las cálidas condiciones de los edificios de vivienda y otras construcciones humanas, alimentándose especialmente de cucarachas. A diferencia de lo que ocurre con Tityus carrilloi, T. trivittatus posee poblaciones compuestas tanto por hembras como por machos, no habiéndose reportado aún poblaciones solo de hembras (partenogénicas).

## Veneno
Esta especie de escorpión posee un potente veneno neurotóxico con mezcla proteica, el cual es peligroso para los humanos, en especial en casos de escorpionismo sobre niños menores de 10 años o ancianos. Puede causar bloqueo aurículoventricular, convulsiones, coma, shock, hiperglucemia, edema pulmonar, pancreatitis, etc. La persona afectada debe ser inyectada con el suero antitoxínico específico.

## Comportamiento y reproducción
No construye túneles ni galerías. Pasa las horas del día oculto en grietas. Caza fundamentalmente de noche. Encorva su cola cuando se siente amenazado. Son solitarios. Sólo es posible observarlos en parejas durante el período sexual. Los huevos se desarrollan varios meses dentro del oviducto de la madre, hasta que eclosionar una multitud de diminutos escorpiones blancos, que trepan sobre el dorso de su progenitora, donde se alimentarán del vitelo residual. Posteriormente se dispersarán. También posee la facultad de reproducirse de manera partenogenética, es decir, sin necesidad de que los huevos sean fecundados por un macho, lo que aumenta notablemente la capacidad de establecerse en los nuevos hábitats a donde accidentalmente son transportados.

## Taxonomía
Descripción original
Esta especie fue descrita originalmente en el año 1898 por el naturalista y aracnólogo alemán Karl Matthias Friedrich Magnus Kraepelin.
Localidad tipo
La localidad tipo referida es: “San Salvador en Paraguay". Esta localidad no corresponde a la actual localidad paraguaya de San Salvador en el departamento de Guairá, sino a una antigua aldea, actualmente abandonada, que se ubicó aproximadamente en las coordenadas: 22°49′00″S 57°47′00″O / -22.81667, -57.78333, en el norte del departamento de Concepción.
Holotipo
Dos ejemplares machos componen los sintipos.